# Eugenio Serrano de Casanova
Eugenio Rufino Serrano de Casanova, més conegut com a Eugenio Serrano de Casanova, (Neda, 1841 - Barcelona, 1920) fou un empresari espanyol, conegut per haver estat l'impulsor de l'Exposició Universal de Barcelona de 1888.

## Biografia
Nascut en el municipi gallec de Neda, a la província de La Corunya, participà en la Segona guerra carlina del bàndol dels carlistes. També exercí com a escriptor, periodista i crític de diverses exposicions europees. Després de viatjar per Europa s'establí a París, on publicà guies per a turistes.

### Exposició de Barcelona
Habituat a portar turistes a les exposicions que en aquell temps es feien a Europa, albergà la idea de portar aquest tipus d'esdeveniments a Espanya. No obstant, la ciutat triada fou Barcelona per situar-se prop de la frontera i ser així més fàcil la visita dels turistes europeus.
Establert a Barcelona, creà una junta per a desenvolupar el projecte. Així, l'11 de març de 1885, oferí un conveni a l'Ajuntament de Barcelona pel qual es postulà a organitzar, sense subvencions, una exposició a canvi de la cessió gratuïta d'un solar de 200.000 m² durant el període del certamen i dels drets d'explotació. L'ajuntament es mostrà interessat i el 9 de juny l'ajuntament signà l'acord.
El projecte es revelà massa gran i important per a les seves capacitats, motiu pel qual l'ajuntament l'obligà l'abril de 1887 a renunciar a la concessió a canvi d'una indemnització per les obres realitzades. Llavors, l'ajuntament assumí la realització del projecte en una carrera contrarellotge per a ultimar l'exposició que s'inaugurà al maig de 1888.